# Nazzano
Nazzano település Olaszországban, Lazio régióban, Róma megyében. Lakosainak száma 1348 fő (2023. január 1.). Nazzano Civitella San Paolo, Fiano Romano, Filacciano, Montopoli di Sabina, Sant'Oreste, Ponzano Romano és Torrita Tiberina községekkel határos.

## Népesség
A település lakossága az elmúlt években az alábbi módon változott:
| Lakosok száma | 1425 | 1395 | 1348 |
|               | 2017 | 2018 | 2023 |